# ABC (торговый центр)
ABC (произн. а-бэ-це) — тип социально-торгового центра, существовавший в Таллине в советское время. 
С точки зрения потребительской культуры и организации пространства ABC-центр считается советским эквивалентом западного супермаркета.

## Предыстория
Со второй половины 1950-х годов в Советском Союзе стала появляться информация о различных зарубежных образцах для подражания, в частности книги по городскому планированию и жилому пространству в новых городских районах Англии и в новом жилом районе Стокгольма — Веллингбю. Хорошим примером является детальная книга о шведской послевоенной архитектуре, написанная в начале 1970-х и опубликованная в 1978 году, с планами застройки, чертежами и планировками квартир: Иконников А. В. Современная архитектура Швеции. — Москва: Стройиздат, 1978. В ней автор даёт положительную оценку социальности и контекстной чувствительности шведской архитектуры. Для Советского Союза политика строительства и планирования, основанная на шведском принципе равенства и подчёркивающая коллективный аспект, была идеологически очень подходящей. Швеция в целом и Веллингбю в частности были одними из любимых детищ социалистического модернизма.
На городское планирование 20-го столетия сильно повлияла представленная в 1898 году идея Эбенизера Говарда о городах-садах, оснащённых рабочими местами и действующих как отдельные единицы, но соединённых между собой посредством муниципального транспорта. К середине XX века эта идея несколько трансформировалась: новые районы большого города в основном зависят от центра мегаполиса, и в них, помимо ночного отдыха, развита функция досуга, но не возможность работы. Концепция планирования ABC-городов, образованная от шведского словосочетания Arbete, Bostad, Centrum («работа, жильё, центр»), была сформулирована в 1945 году в журнале «Byggmästaren» Свеном Маркелиусом, главой Управления городского планирования Стокгольма.

## В Советской Эстонии
Ещё в  разработанном в 1959 году проекте таллинского района Мустамяэ, первого в Эстонии жилого района в стиле модернизма (архитекторы Вольдемар Типпель (Voldemar Tippel), Лидия Петтай (Lidia Pettai), Тойво Каллас (Toivo Kallas) и инженер Александр Прахм (Aleksander Prahm)) в каждом из девяти будущих микрорайонов планировалось создание центров обслуживания. Планировалось также на перекрёстке бульвара Сыпрузе, улицы Эхитаяте и улицы Кескузе построить общественный центр всего района, где рядом с традиционными учреждениями торговли и бытового обслуживания должны были располагаться кинотеатр, танцзал, несколько кафе, ресторан и т. д. Во второй половине 1960-х годов этот проект претерпел существенное изменение: в каждом из микрорайонов планировалось создать новый тип социально-торгового центра. В дополнение к идее бытовых инноваций, согласно которой имелась возможность выполнять основные повседневные дела в одном месте рядом с местом жительства, магазины, построенные в Таллине в 1970-х годах по образцу шведских послевоенных городов-спутников и получившие название ABC-центров, стали олицетворять собой новую форму организации городского пространства. 
Согласно типовому проекту, АВС-центр представлял из себя комплекс компактно расположенных зданий, построенных в основном из кирпича, с широким карнизом и стеклянными стенами в общественной зоне, что создавало эффект витринных окон городской улицы. Центральная пешеходная зона служила имитацией традиционной городской среды. Расположение зданий создавало открытое пространство, напоминающее классическую городскую улицу, где находились: продуктовый магазин самообслуживания (универсам), магазин промтоваров, кулинария, парикмахерская, мастерская по ремонту одежды и обуви, пункт приёма стеклотары, фотоателье, пункт химчистки, прачечная, административные учреждения (ЖЭК и пр.) и объекты, обладающие социализирующим характером (зал, ресторан, кафе). При этом архитектурное и визуальное воздействие ABC-центров, подкреплённое модернистскими формами, игрой с рельефом пейзажа (ABC-5, ABC-8), рекламной графикой и визуальной эстетикой (размещение перед центром абстрактной скульптуры, бассейна или фонтана) создавало специфический образ района.
Нумерация ABC-центров не была жёстко связана с нумерацией микрорайонов или с очерёдностью строительства. Многие жители Мустамяэ чаще определяли своё место жительства посредством ABC-центра, а не микрорайона, заменив таким образом традиционный двор или улицу новым типом пространственной точки соприкосновения с городом. 
Площадь торгового зала универсамов ABC составляла 300—700 м2.
Программа строительства АВС-центров претерпела несколько корректировок и по времени заняла почти 20 лет; вместо девяти было построено шесть центров. Причиной такого итога было форсированное жилищное строительство, отодвинувшее возведение предприятий обслуживания на задний план.
Первый в Мустамяэ многоцелевой общественно-торговый центр был построен по адресу улица Эдуарда Вильде 30. В невысоких U-образных зданиях располагались продуктовый магазин «Tuluke», предприятия бытового обслуживания, кафе-ресторан «Schwerin» и Мустамяэский Дом игр. Поблизости также находился единственный в районе кинотеатр — «Kaja». Но официально он не получил названия «АВС-центр». Первым таким центром стал АВС-4 в IV микрорайоне Мустамяэ, построенный в 1969 году.
Некоторое время, особенно сразу после открытия, выбор товаров в АВС-центрах был богаче, чем в других торговых точках, и в условиях товарного дефицита АВС-магазины обладали особым значением как среди таллинцев, так и среди тех, кто жил за пределами города.

### ABC-3
Адрес: бульвар Сыпрузе 171, остановка общественного транспорта «Siili».

Архитектор Хелье-Реэт Аурик (Helje-Reet Aurik), построен в 1970 году. Небольшой АВС-центр, действовавший в основном как продуктовый магазин микрорайона Сийли. В настоящее время в здании работает магазин торговой сети «Maxima».

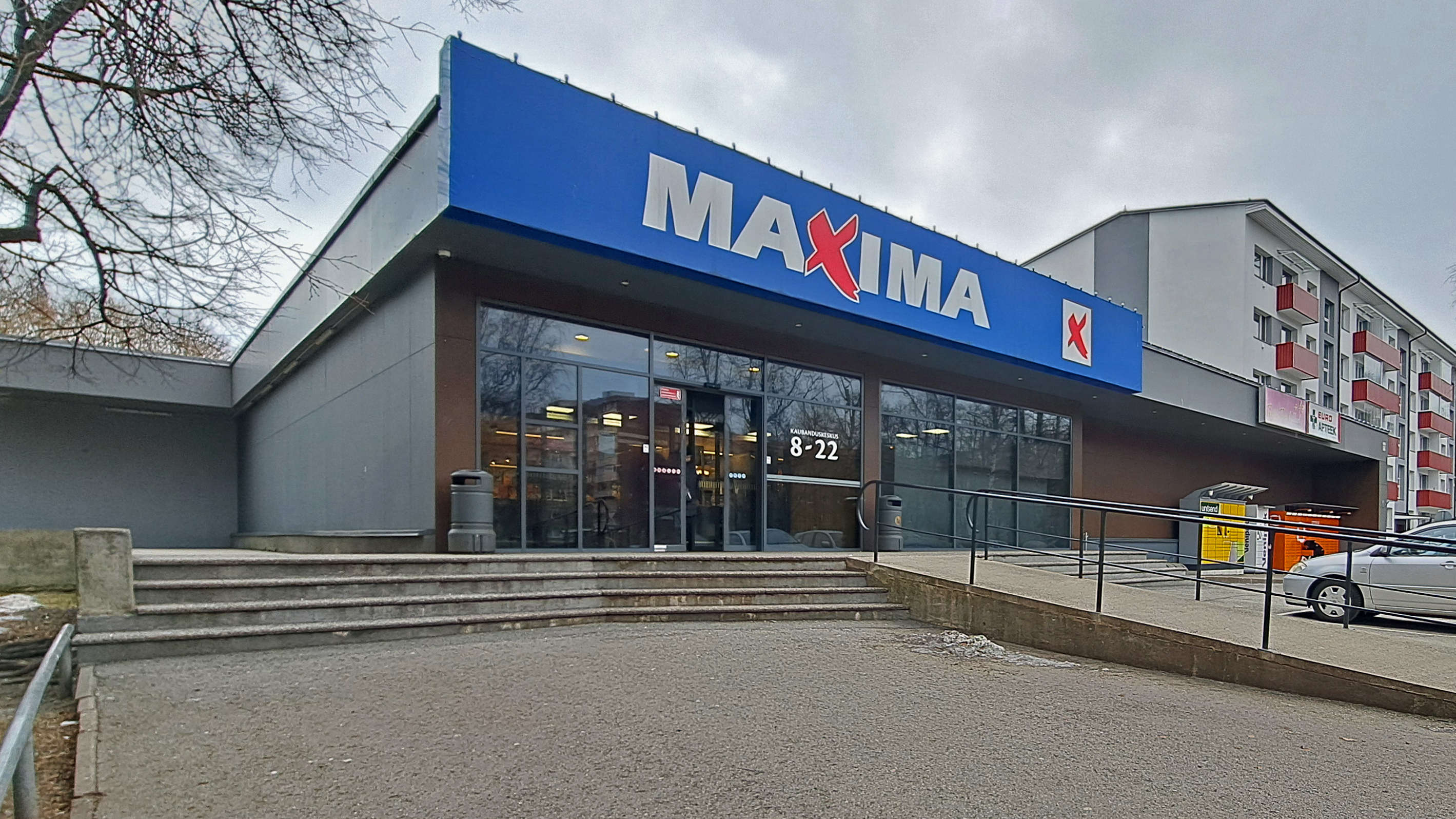
Бывший АВС-3 в 2024 году

### ABC-4
Адрес: улица А. Х. Таммсааре 133, остановка «Lakiotsa».
Архитекторы Паула Койдо (Paula Koido) и Энно Талгре (Enno Talgre), 1965—1969. Фасады из красного кирпича. Различные блоки центра являлись независимыми функциональными единицами: продуктовый магазин, дом быта, ЖЭК и технический блок с гаражами.

### ABC-5
Адрес: улица Э. Вильде 75, остановка «Lehola».

Архитектор Пеэп Янес (Peep Jänes), 1963–1967. Построен в 1970 году. Фасады из белого кирпича. В народе носил название «Кянну Кукк» по располагавшемуся в нём популярному ресторану “Kännu Kukk” (улица Э. Вильде 71). Самый известный и архитектурно завершённый из всех АВС-центров Таллина.  Широкая лестница, расположенная в слегка возвышающемся ландшафтном рельефе, вела от остановки общественного транспорта на улице Э. Вильде к комплексу зданий, расположенных по краям разветвлённой пешеходной зоны, выложенной плиткой. Здесь были: продуктовый магазин, промтоварный магазин, кулинария, парикмахерская, химчистка, прачечная, пункт приёма стеклотары, библиотека, фехтовальный зал.
- Фотографии АВС-5, вид на продуктовый магазин. 1973 год Архивная копия от 22 января 2021 на Wayback Machine
- Фотография АВС-5, пространство между корпусами комплекса, слева — фехтовальный зал. 1970-е годы и 2020 год Архивная копия от 22 января 2021 на Wayback Machine Ajapaik

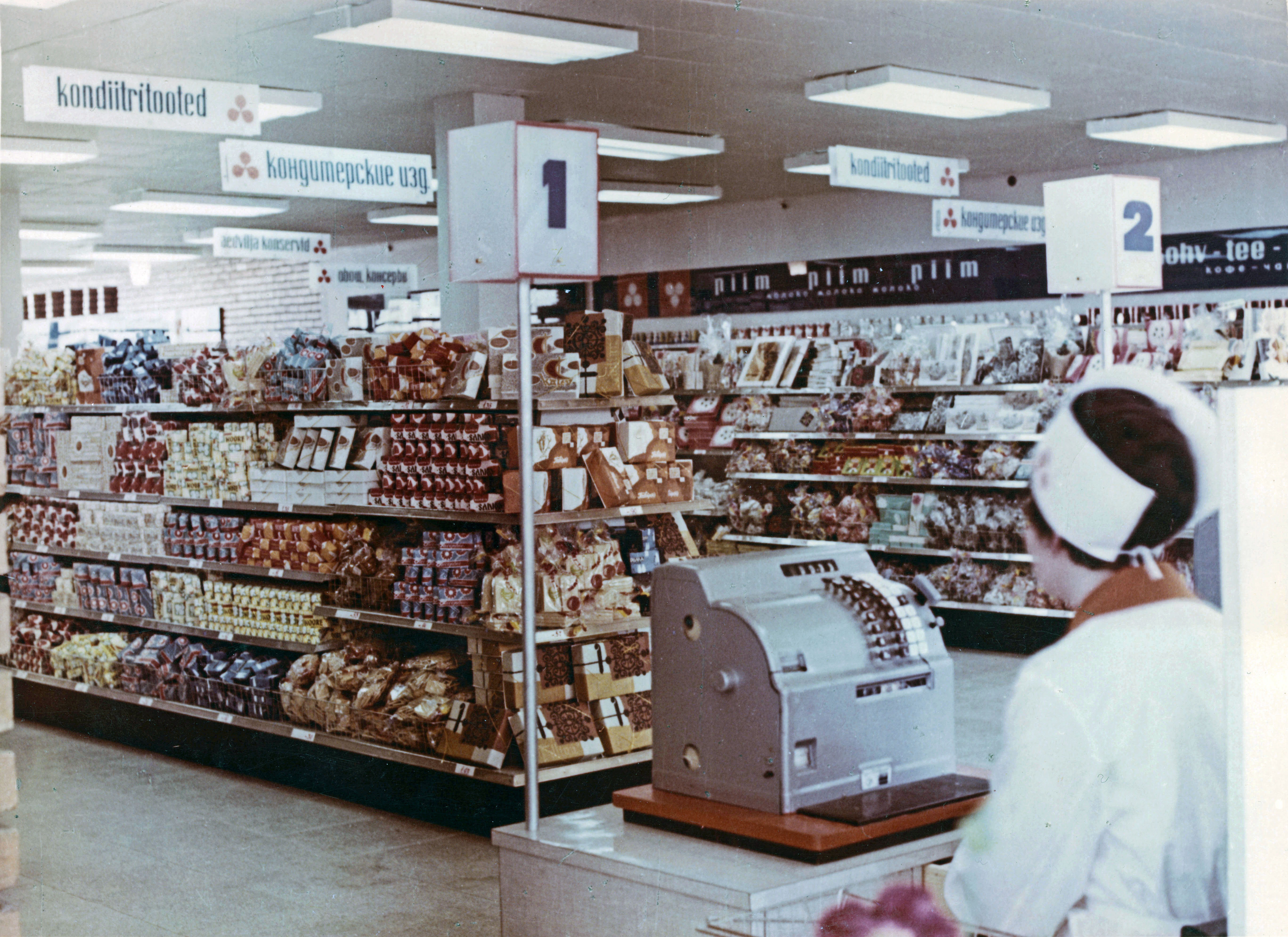
Торговый зал ABC-5 в 1970-е годы
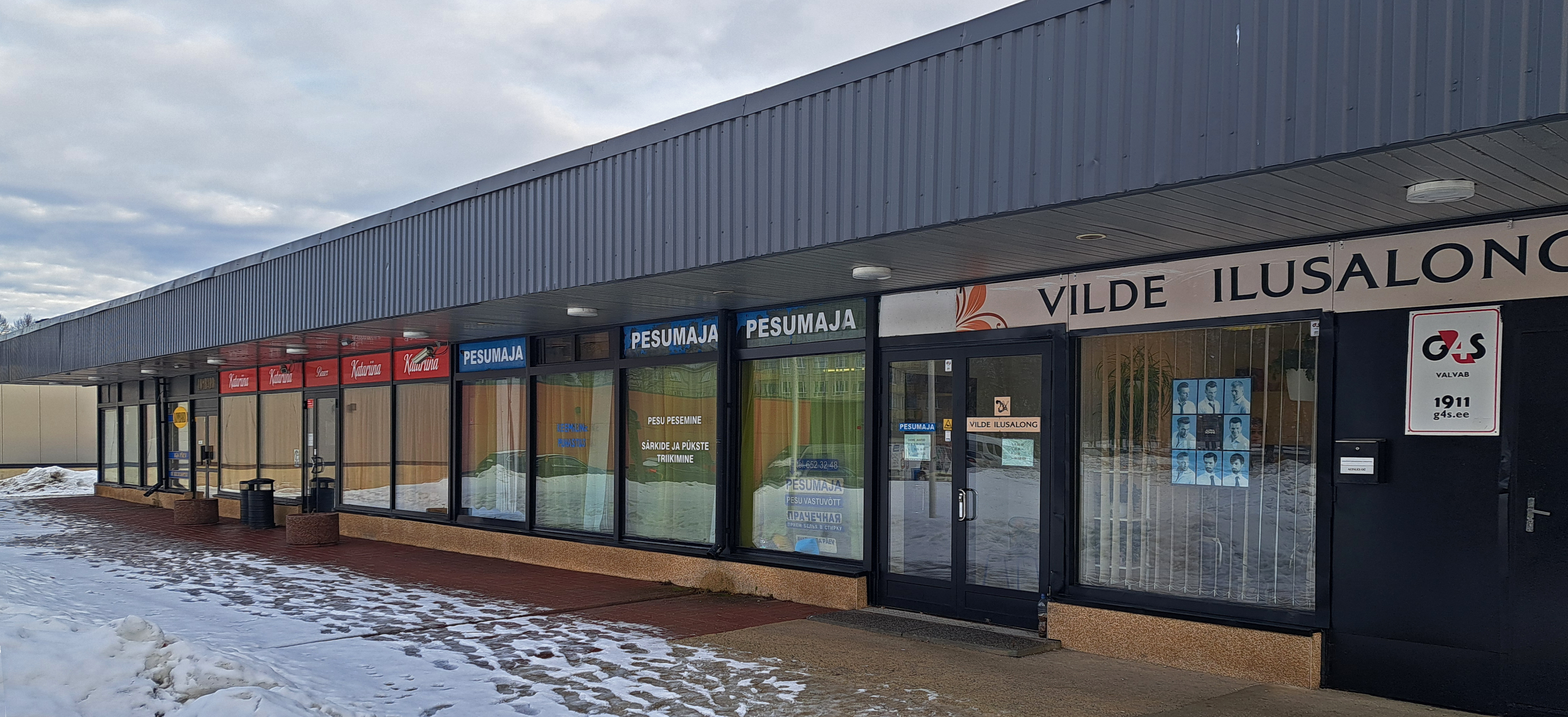
2024 год. Часть бывшего ABC-5, сохранившаяся в близком к оригиналу виде (в советское время здесь тоже была прачечная)
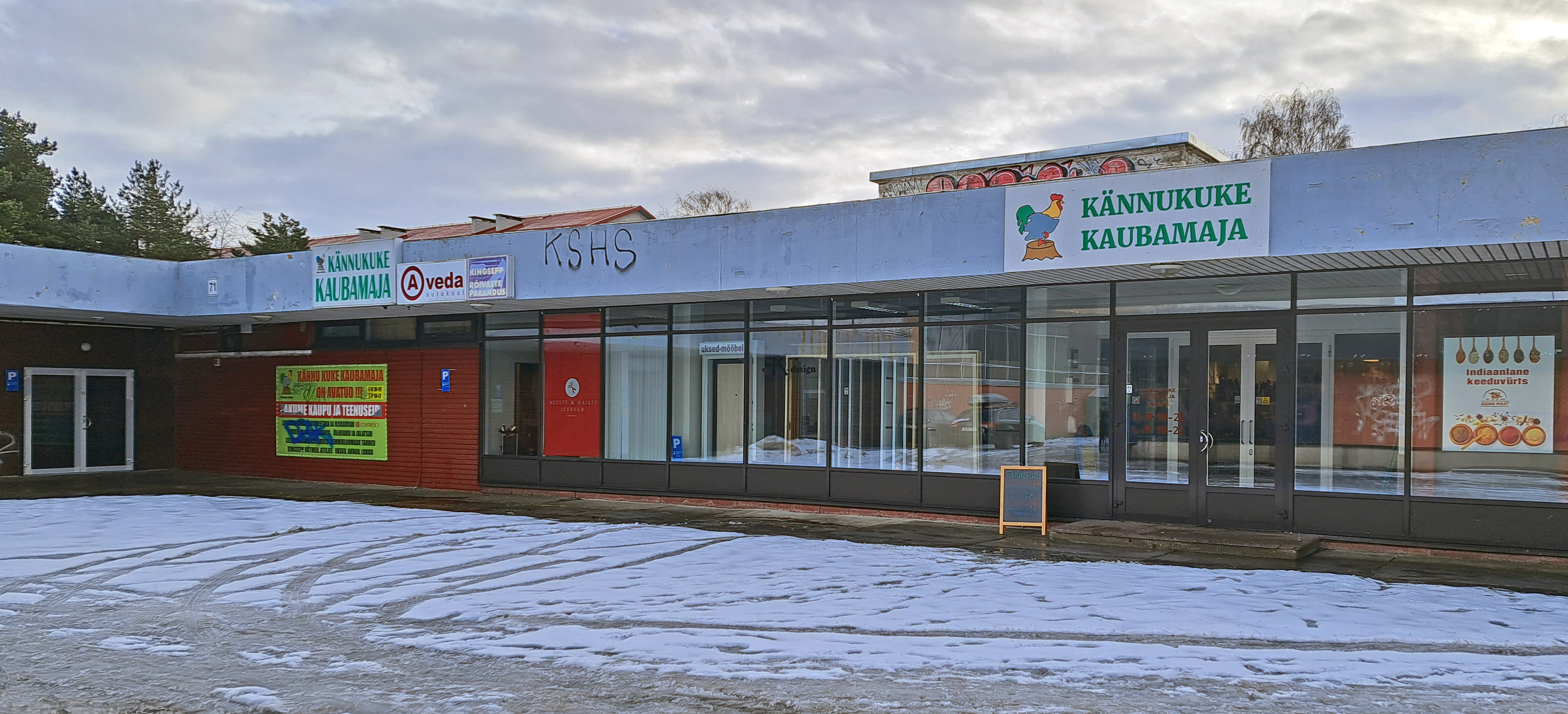
2024 год. Часть бывшего ABC-5. Слева в советские годы был вход в ресторан «Кянну Кукк», справа — кулинария

### ABC-6
Адрес: улица А. Х. Таммсааре 93.

Архитектор Мийя Массо (Miia Masso), проект разработан в 1968 году. Продуктовый магазин открылся в 1972 году. После приостановки строительства ABC-центр был завершён в начале 1980-х годов. 
Один из первых в истории эстонской архитектуры образцов многослойного планирования городского пространства: над продуктовым магазином небольшого объёма возведён блок второго этажа, где находились предприятия обслуживания и специализированные магазины, входы в которые располагались на открытой пешеходной улице с широкими витринами. В настоящее время в здании работает несколько малых торговых точек и пунктов обслуживания.
- Фотография АВС-6, 1980-е годы и 2020 год Архивная копия от 21 января 2021 на Wayback Machine Ajapaik

Бывший АВС-6 в 2021 году
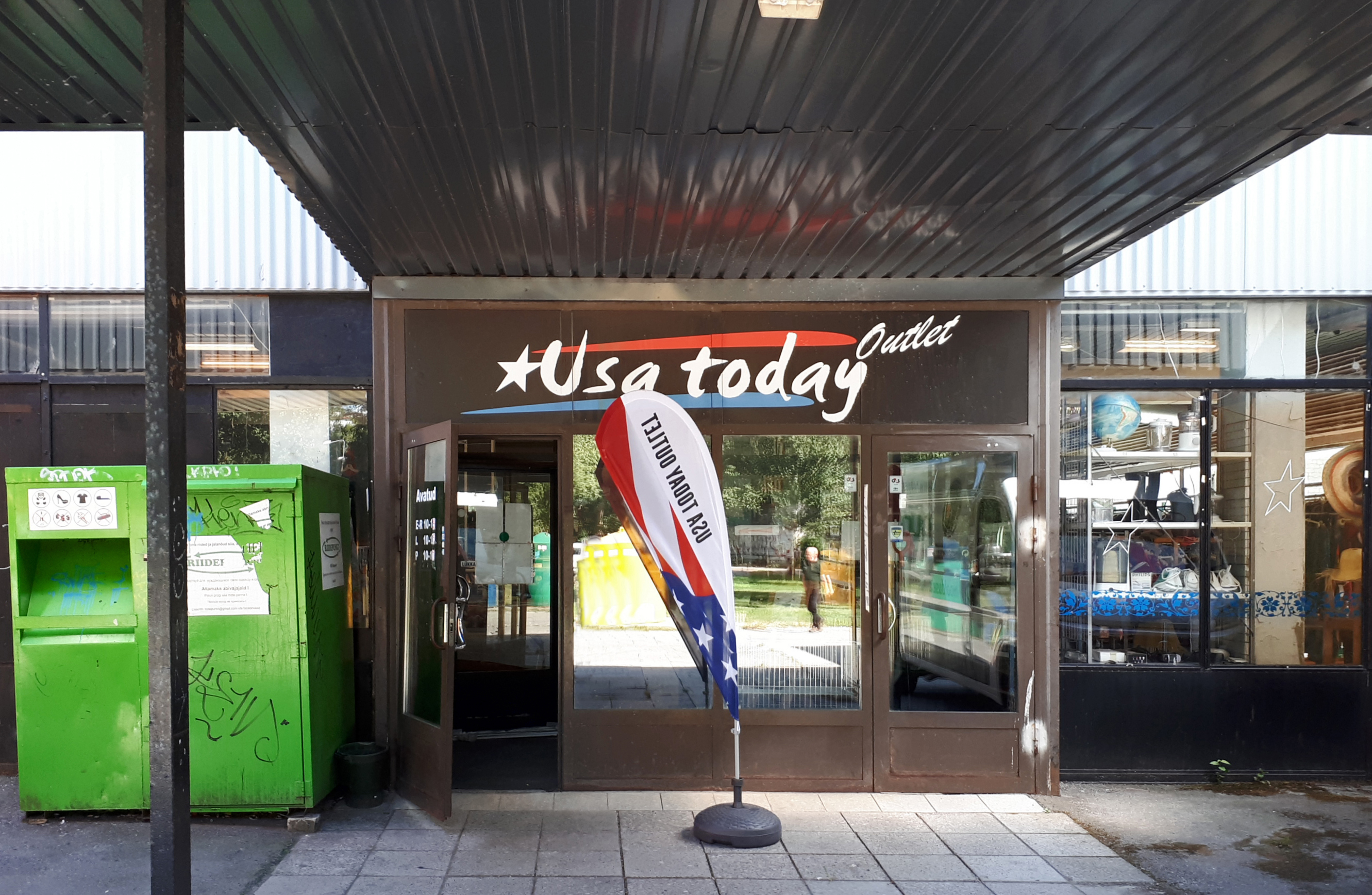
Главный вход
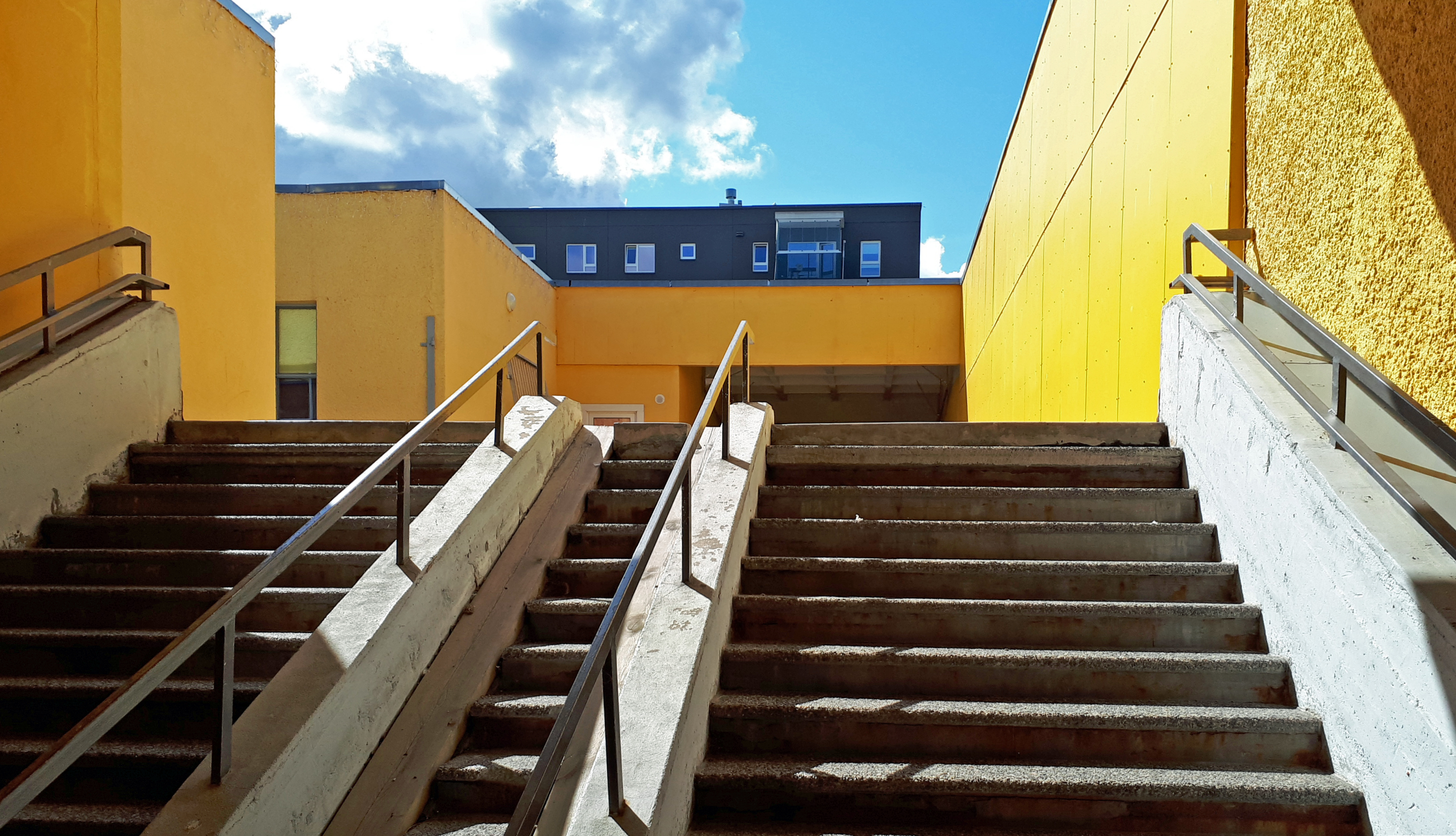
Лестница на второй этаж
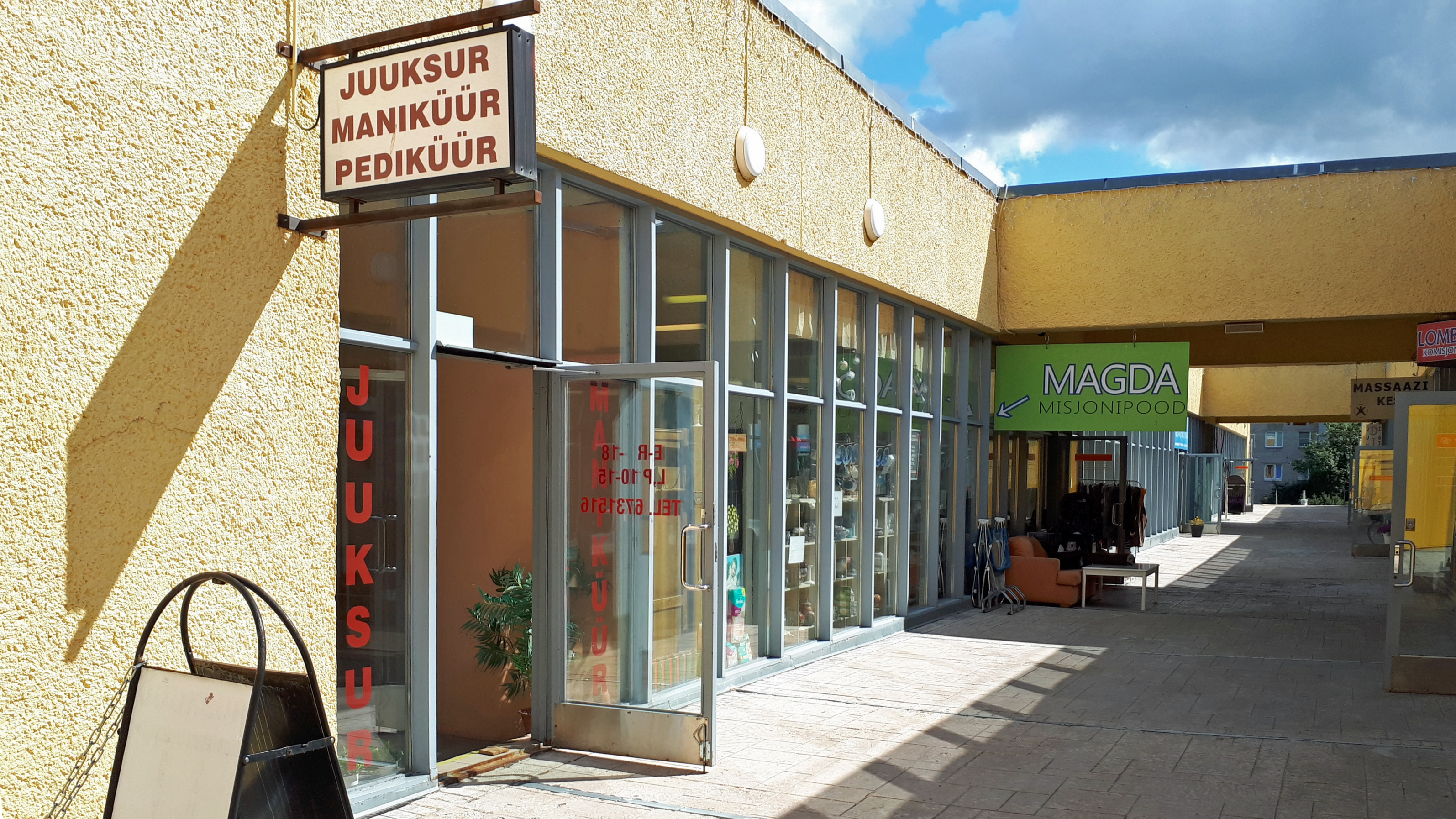
Второй этаж

### ABC-7
Адрес: улица Кийли 16, остановка «Sääse».
Архитектор Пауль Мадалик (Paul Madalik), инженер Хинно Айнумяэ (Hinno Ainumäe), 1965–1972, открыт в 1976 году. Компактный центр; в невысоком замкнутом объёме кубической формы располагались самые распространённые пункты обслуживания. 
- Архивное видео 1976 года: в Мустамяэ открыли новый просторный универсам ABC-7 Архивная копия от 16 января 2021 на Wayback Machine Delfi, 17.06.2017

В настоящее время в реконструированном здании работает магазин торговой сети «Maxima».

Бывший ABC-7 в 2021 году
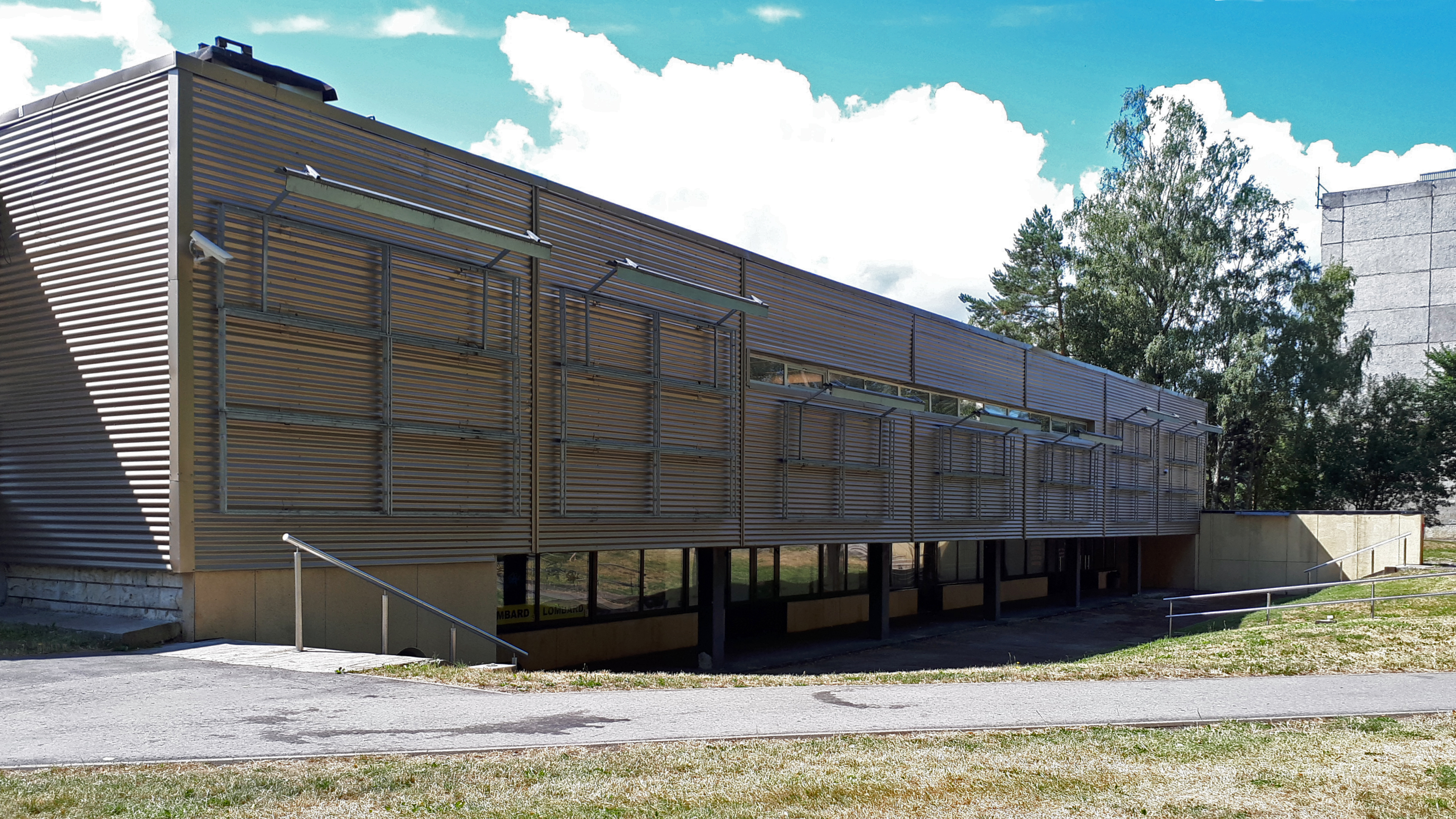
Боковой фасад. Раньше здесь были большие витринные окна
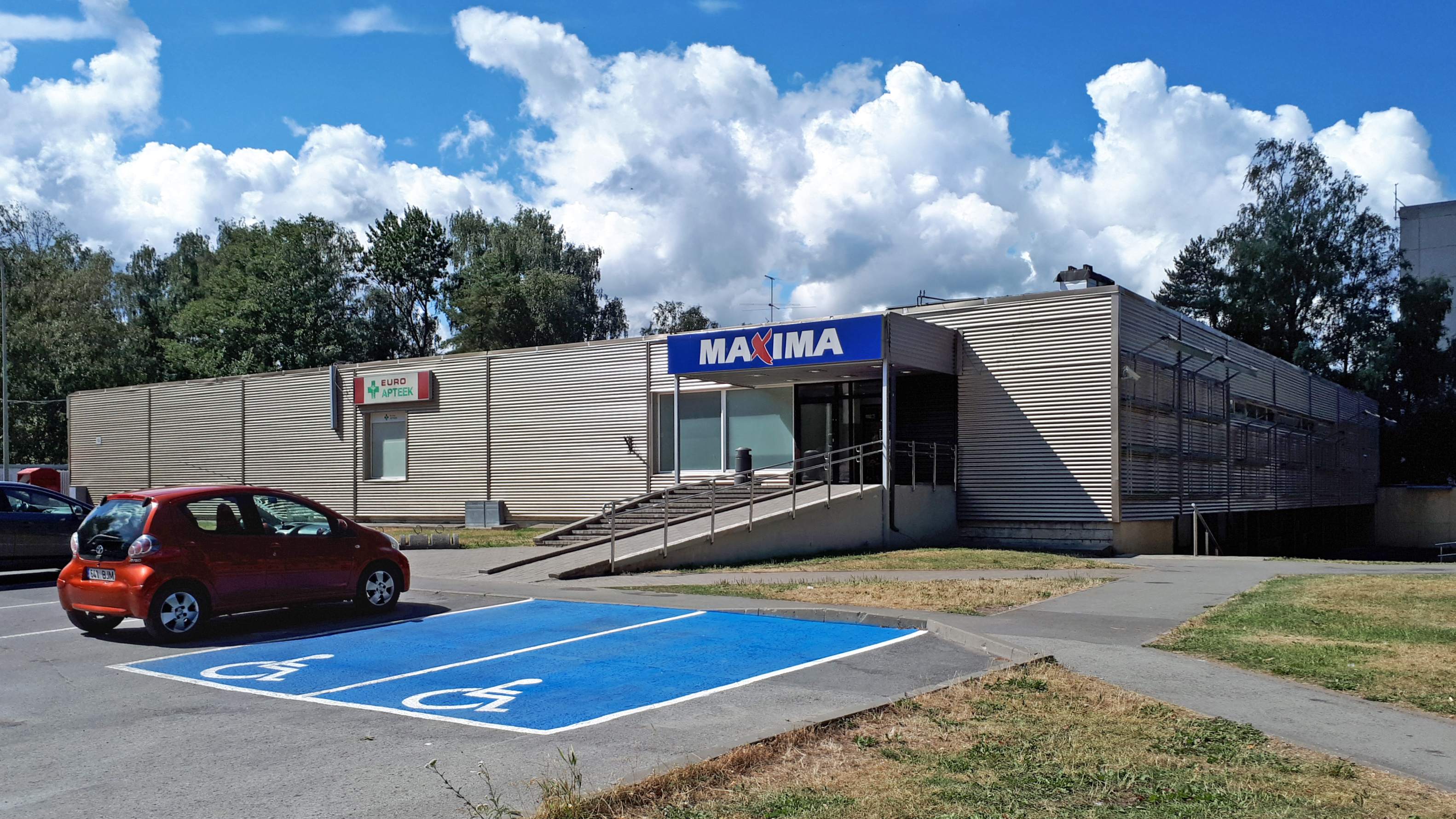
Задний фасад стал передним

### ABC-8
Адрес: улица Ю. Сютисте 28. Остановка общественного транспорта «Vambola».
 
Архитекторы Тийу Аргус (Tiiu Argus), Вивиан Лукк (Vivian Lukk), 1970. ABC-8, по сути, продолжил начатый ABC-5 мотив возвышающегося по рельефу пейзажа здания, но, в отличие от первого, комплекс был решён не в квадратном, а в едином вытянутом объёме. Рядом с продуктовым магазином, в небольшом полузакрытом дворике располагались различные предприятия обслуживания. Открытая лестница вела на холм, где находились отделение ЗАГСа, зал и административные помещения. Общественная зона ABC-8 была сформирована на одной стороне здания, выделена соснами, бассейном и абстрактной скульптурой на склоне холма. 
- Фотография ABC-8, 1975 год Архивная копия от 21 января 2021 на Wayback Machine Ajapaik
- Фотографии таллинских универсамов ABC в Национальном архиве Эстонии Архивная копия от 22 января 2021 на Wayback Machine

## В Эстонской Республике
После отделения Эстонии от СССР АВС-центры стали приходить в упадок. Неконкурентоспособность пешеходных ABC-центров по сравнению с крупными торговыми центрами, рассчитанными на всё более растущее число автовладельцев, привела к полному разрушению  их архитектурной и визуальной идентичности. Современный вид плохо ухоженных, частично разрушившихся или хаотично реконструированных центров отражает специфику совместного владения, когда каждый его субъект действует только в границах своей части здания (ABC-4, ABC-5, ABC-8). В большинстве своём это означает покрытие фасада продуктового магазина дешёвыми материалами и использование остальных частей комплекса в различных цветовых решениях и с различными рекламными концепциями. ABC-3, ABC-6 и ABC-7 реконструированы в полном объёме, при этом с явным контрастом между их оригинальными спокойными цветовыми решениями и их новым видом. Вместо бассейнов возле ABC-3 и ABC-8 построены автомобильные парковки. Игнорирование деталей, создающих дополнительную ценность окружающей среды, отмечено пустым постаментом на месте расположения абстрактной городской скульптуры у бывшего ABC-8.
- Внешний вид АВС-5 в 1973 и 2018 году Архивная копия от 22 января 2021 на Wayback Machine Ajapaik

Вместе с тем маргинализация АВС-центров не означает отставание развития района Мустамяэ. Изменение идентичности этих центров и принципов использования городского пространства показывает, что отношения человека с окружающей средой не бывают статичными, но характеризуются постоянной адаптацией.
В настоящее время в зданиях бывших ABC-магазинов работают супермаркеты торговой сети Maxima. Их клиентами в основном являются жители микрорайонов, в которых они расположены: женщины и пожилые люди, мобильность которых ниже, чем у других групп населения. Работающие жители Мустамяэ делают основные покупки по пути с работы домой, на котором располагаются крупные торговые центры, такие как «Kristiine Keskus», «Magistrali Keskus», «Mustamäe Keskus», «Mustika Keskus» и др.

### Программа защиты эстонской архитектуры 20-го столетия
По инициативе Министерства культуры Эстонии, Департамента охраны памятников старины, Эстонской академии художеств и Музея архитектуры Эстонии в период с 2008 по 2013 год в рамках «Программы защиты эстонской архитектуры 20-го столетия» была составлена база данных самых ценных архитектурных произведений Эстонии XX века. В ней содержится информация о зданиях и сооружениях, построенных в 1870—1991 годы, которые предложено рассматривать как часть архитектурного наследия Эстонии и исходя из этого или охранять на государственном уровне, или взять на учёт.
В 2009 году по заказу Таллинского департамента культурных ценностей историк архитектуры Эпп Ланкотс (Epp Lankots) в сотрудничестве с фирмой Palimpsest  OÜ подготовила обзор наиболее ценных образцов советского строительства в Таллине, которые наряду с новаторскими архитектурными стилями отражают и особые социальные и жилищные условия той эпохи. Наряду с такими объектами, как здания Эстонского телевидения, Института кибернетики ТТУ, Главпочтамта, старого аэровокзала, Эстонской национальной библиотеки, комитета КПЭ Морского района, жилой дом на бульваре Рявала («Дом учёных»), цветочный магазин-павильон “Kannike”, Мемориальный комплекс Маарьямяги и др., в список был включён ABC-5. Даже несмотря на то, что переделки существенно исказили первоначальную архитектурную идею этого ABC-центра, было выдвинуто предложение взять его под охрану государства как памятник культуры, в качестве другого варианта — взять на учёт как ценное здание. 
По состоянию на начало 2021 года из вышеперечисленных объектов в Государственный регистр памятников культуры Эстонии включена только Эстонская национальная библиотека. Построенное к Олимпиадe-80 здание Главпочтамта полностью реконструировано в 2013 году и превращено в торговый центр. В бывшем АВС-5 работают универсам «Maxima XX», несколько небольших магазинов, аптека и небольшие крытый и открытый рынки. В здании бывшего ресторана некоторое время работал небольшой универмаг «Kännukuke Kaubamaja». Продолжает использоваться для тренировок фехтовальный зал.